# FC 빅토리아 플젠

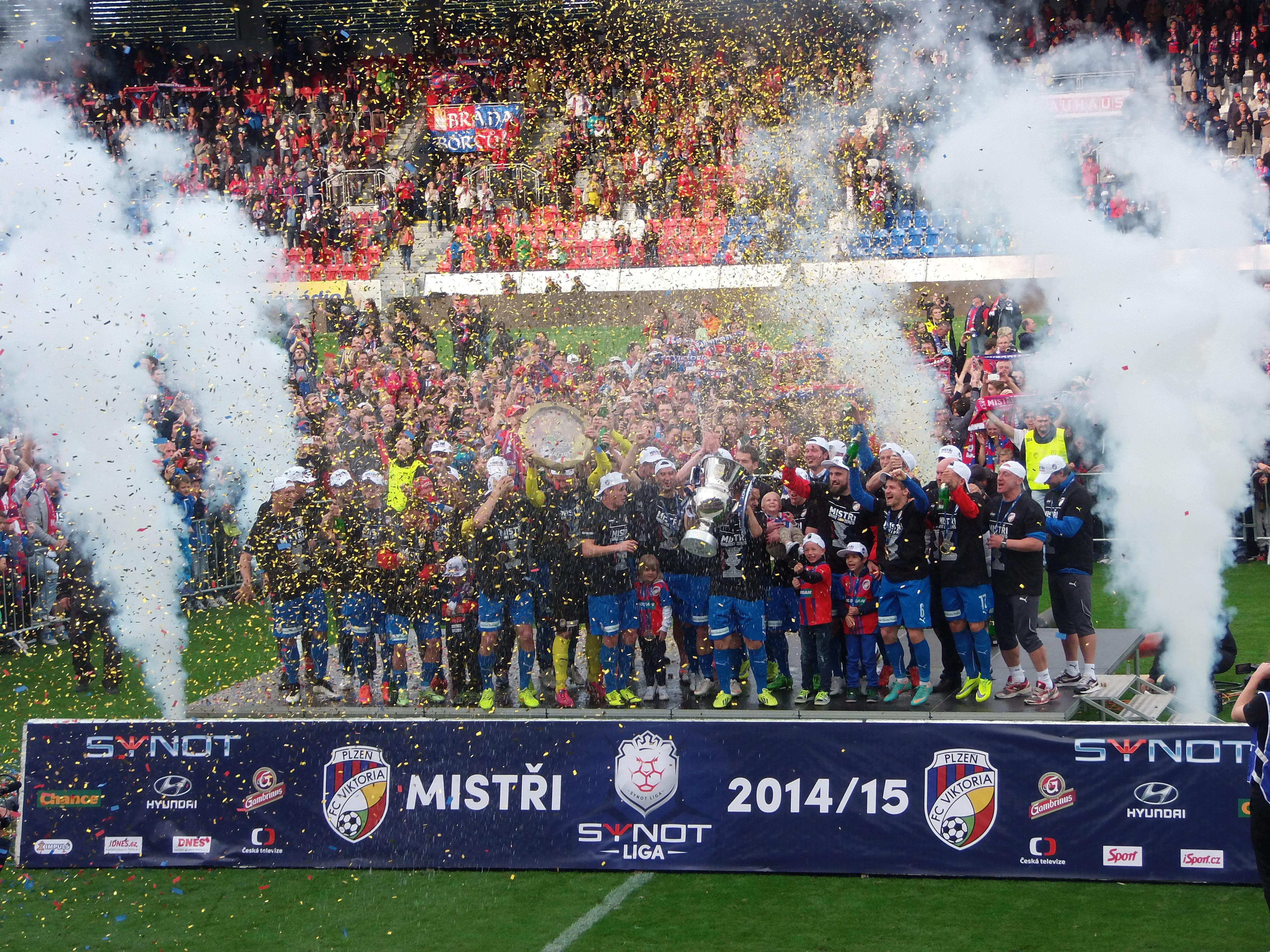

FC 빅토리아 플젠(체코어: FC Viktoria Plzeň)은 플젠을 연고로 하는 체코의 축구 클럽이다. 1911년에 창단 되었으며 현재 포르투나 리가에 출전하고 있다.
1970-71 체코슬로바키아 컵에서 준우승을 차지하면서 다음 시즌에 열린 UEFA 컵 위너스컵에 출전했는 한편 우승 팀 FC 스파르타크 트르나바는 유러피언컵에 출전했다.
2009-10 체코 컵에서 우승을 차지하면서 UEFA 유로파리그 2010-11에 출전했고 2010-11 감브리누스리가에서 처음으로 우승을 차지하면서 UEFA 챔피언스리그 2011-12에 처음 출전했다.

## 선수 명단

### 현역
참고: FIFA 자격 규정에 따라 소속된 국가대표팀 국기를 표시합니다. 선수는 복수의 FIFA 비회원국 국적을 가지고 있을 수 있습니다.
| 번호 | 포지션 | 국적       | 이름            |
| ---- | ------ | ---------- | --------------- |
| 17   | FW     | 나이지리아 | 라피우 두로신미 |
| 19   | MF     |            | 셰이크 수아레   |
| 22   | MF     |            | 카두            |
| 40   | DF     | 라이베리아 | 샘슨 드웨       |

| 번호 | 포지션 | 국적 | 이름 |
| ---- | ------ | ---- | ---- |

## 역대 감독
| 감독              | 임기      |
| ----------------- | --------- |
| 루돌프 크르칠     | 1963      |
| 미할 빌레크       | 2006      |
| 야로슬라프 실하비 | 2008      |
| 파벨 브르바       | 2008~2013 |
| 파벨 브르바       | 2017~2019 |
| 미할 빌레크       | 2021~2023 |

## 역대 클럽 명칭
- 1911 – SK 빅토리아 플젠 (SK Viktoria Plzeň, Sportovní klub Viktoria Plzeň)
- 1949 – 소콜 슈코다 플젠 (Sokol Škoda Plzeň)
- 1952 – 소콜 즈빌 플젠 (Sokol ZVIL Plzeň, Sokol Závody Vladimíra Iljiče Lenina Plzeň)
- 1953 – DSO 스파르타크 LZ 플젠 (DSO Spartak LZ Plzeň, Dobrovolná sportovní organizace Spartak Leninovy závody Plzeň)
- 1962 – TJ 스파르타크 LZ 플젠 (TJ Spartak LZ Plzeň, Tělovýchovná jednota Spartak Leninovy závody Plzeň)
- 1965 – TJ 슈코타 플젠 (TJ Škoda Plzeň, Tělovýchovná jednota Škoda Plzeň)
- 1993 – FC 빅토리아 플젠 (FC Viktoria Plzeň, Football Club Viktoria Plzeň, a.s.)

## 성적
- 감브리누스리가: 우승 6회 (2010–11, 2012–13, 2014–15, 2015–16, 2017–18, 2021–22)
- 체코 컵: 우승 1회 (1970–71, 2009–10)
- 체코 2 리가: 우승 1회 (2002–03)
- 체코 슈퍼컵: 우승 1회 (2011)